# Detective Conan: El barco perdido en el cielo
Detective Conan: El barco perdido en el cielo (天空の難破船ロスト・シップ Meitantei Konan: Tenkū no Rosuto Shippu?) es el título del decimocuarto largometraje de la serie de anime y manga Detective Conan estrenado en Japón el 17 de abril del 2010. En la película se confirmó que participaría Kaito Kid, su última aparición fue en El réquiem de los detectives. La película recaudó 3.1 billones de yens.

## Música
El tema musical utilizado para esta película es "Over Drive" de Garnet Crow, que fue lanzado como single el 14 de abril de 2010. La banda sonora oficial de la película fue lanzada el 14 de abril de 2010.

## Producción
La película fue anunciada en el final de la película El perseguidor negro. Los detalles de la película fueron anunciados en el sitio web oficial el 9 de diciembre de 2009. El 10 de abril de 2010, un dirigible estuvo volando alrededor de Tokio y Yokohama con el fin de promover la película. Un OVA que explicaba las secuelas de la película fue lanzado el mismo día que la película se proyectó en Japón. Las versiones regulares contienen la película, el tráiler, y una postal dibujada por Gosho Aoyama.

## Premios y nominaciones
La película estuvo nominada en el 2010 para el Premio de la Academia Japonesa a la Mejor Película de Animación.

## Doblaje
| Nombre del Personaje      | Actor de Voz (Japón) |
| ------------------------- | -------------------- |
| Conan Edogawa             | Minami Takayama      |
| Shinichi Kudo y Kaito Kid | Kappei Yamaguchi     |
| Kogoro Mori               | Rikiya Koyama        |
| Ran Mori                  | Wakana Yamazaki      |
| Ai Haibara                | Megumi Hayashibara   |
| Doctor Agasa              | Kenichi Ogata        |
| Inspector Megure          | Chafurin             |
| Detective Sato            | Atsuko Yuya          |
| Detective Chiba           | Isshin Chiba         |
| Detective Takagi          | Wataru Takagi        |
| Sonoko Suzuki             | Naoko Matsui         |
| Jirokichi Suzuki          | Nagai Ichirou        |